# Flandrien-Trofee
De Flandrien-Trofee is een prijs van het Vlaamse dagblad Het Nieuwsblad voor de beste wielrenner van het jaar. De prijs wordt uitgereikt sinds 2003 en werd oorspronkelijk toegekend op basis van een stemming onder het publiek. Sinds 2008 zijn het de renners zelf die de winnaar kiezen uit een door een kennersjury samengestelde lijst van genomineerden. Enkel renners met de Belgische nationaliteit komen nog in aanmerking. Voor internationale renners kwam in 2008 een aparte prijs, net als voor de vrouwen. De prijs is een tegenhanger van de Nederlandse Gerrit Schulte Trofee.
Naast de Flandrien-Trofee zijn er volgende nevenprijzen:
- Flandrienne-Trofee, voor de beste Belgische wielrenster van het jaar (2008–heden)
- Internationale Flandrien-Trofee, voor de beste wereldwijde mannelijke wielrenner van het jaar (2008–heden)
- Flandrien van het veld, voor de beste wereldwijde mannelijke veldrijder van het jaar (2014–2018)
- Trofee Patrick Sercu, voor de beste mannelijke renner in een andere discipline dan het wegwielrennen (2019–heden)
- Flandrien-Trofee voor beste nieuweling, beste junior en beste belofte: tegenhanger van de Flandrien-Trofee voor de jeugdcategorieën

## Winnaars

### Flandrien-Trofee
Internationaal
- 2003: Paolo Bettini
- 2004: Tom Boonen
- 2005: Tom Boonen
- 2006: Paolo Bettini
- 2007: Paolo Bettini

Nationaal
- 2008: Greg Van Avermaet
- 2009: Philippe Gilbert
- 2010: Philippe Gilbert[1]
- 2011: Philippe Gilbert
- 2012: Tom Boonen
- 2013: Greg Van Avermaet
- 2014: Greg Van Avermaet
- 2015: Greg Van Avermaet
- 2016: Greg Van Avermaet
- 2017: Greg Van Avermaet
- 2018: Yves Lampaert
- 2019: Wout van Aert
- 2020: Wout van Aert
- 2021: Wout van Aert
- 2022: Remco Evenepoel
- 2023: Jasper Philipsen [2]
- 2024: Remco Evenepoel[3]

### Flandrienne-Trofee
- 2008: Grace Verbeke
- 2009: Grace Verbeke
- 2010: Liesbet De Vocht
- 2011: Grace Verbeke
- 2012: Liesbet De Vocht
- 2013: Jessie Daams
- 2014: Jolien D'Hoore
- 2015: Jolien D'Hoore
- 2016: Jolien D'Hoore
- 2017: Sanne Cant (eerste veldrijdster)
- 2018: Sanne Cant
- 2019: Sofie De Vuyst
- 2020: Lotte Kopecky
- 2021: Lotte Kopecky
- 2022: Lotte Kopecky
- 2023: Lotte Kopecky
- 2024: Lotte Kopecky[3]

### Internationale Flandrien-Trofee
- 2008: Fabian Cancellara
- 2009: Mark Cavendish
- 2010: Fabian Cancellara
- 2011: Mark Cavendish
- 2012: Bradley Wiggins
- 2013: Chris Froome
- 2014: Michał Kwiatkowski
- 2015: Peter Sagan
- 2016: Peter Sagan
- 2017: Chris Froome
- 2018: Tom Dumoulin
- 2019: Julian Alaphilippe
- 2021: Tadej Pogačar
- 2022: Tadej Pogačar
- 2023: Mathieu van der Poel

### Flandrien van het veld
- 2014: Sven Nys
- 2015: Mathieu van der Poel
- 2016: Wout van Aert
- 2017: Mathieu van der Poel
- 2018: Mathieu van der Poel

### Trofee Patrick Sercu
- 2019: Victor Campenaerts
- 2021: Tim Celen